# 녹색 - 녹색 대안
녹색 - 녹색 대안(綠色 - 綠色代案，독일어: Die Grünen – Die Grüne Alternative, 디 그뤼닌-디 그륀 알터나티브[*], 영어: The Greens – The Green Alternative)은 오스트리아의 녹색 정치 정당이다. 글로벌 그린즈 회원정당이며, 유럽 녹색당에 가입된 정당이다. 1993년에 현재의 당명이 되었다. 녹색 - 녹색 대안이 관심을 가지는 의제는 환경문제 외에도 다양하다. 소수자 인권 옹호, 직접 민주주의, 비폭력 평화, 여성주의, 자기 결정권 등을 내세운다. 1986년 국민 의회(하원) 총선거에서 처음으로 의석을 획득했다. 2008년의 하원 위원 선거에서는 정수 183중 20석을 얻었다. 또 주 의회에 의한 간접 선거로 선출되는 연방 의회(상원)에는 62석 중 3석을 가지고 있다. 2009년 유럽 의회 의원 선거에서는 오스트리아에 할당된 17석 중 2석을 얻었다. 외에 각 주 의회와 자치 단체 선거까지 진출했다.카를 네하머가 오스트리아의 총리에 선출되면서 카를 네하머의 소속 정당인 오스트리아 국민당,극우 정당인 오스트리아 자유당과 함께 연립내각를 구성하게 되면서 여당을 유지하고 있다. 녹색 정치를 표방하는 정당으로써 원내정당 중에서 소규모 정당이다. 오스트리아의 대통령에 선출하게 된 알렉산더 판데어벨렌의 소속 정당이기도 하다.

## 같이 보기
- 녹색당
- 녹색정치